# Холден (Западна Вирџинија)
Холден (енгл. Holden) насељено је место без административног статуса у америчкој савезној држави Западна Вирџинија.

## Демографија
По попису из 2010. године број становника је 876, што је 229 (-20,7%) становника мање него 2000. године.
| Група             | 2000.       | 2010.       |
| Белци             | 997 (90,2%) | 819 (93,5%) |
| Афроамериканци    | 98 (8,9%)   | 42 (4,8%)   |
| Азијати           | 2 (0,2%)    | 3 (0,3%)    |
| Хиспаноамериканци | 3 (0,3%)    | 8 (0,9%)    |
| Укупно            | 1.105       | 876         |